# Lac Lano
Le Lac Lano est un lac situé sur l'île de Wallis, à Wallis-et-Futuna. C'est un lac de cratère, l'un des quatre de l'île avec les lacs Lanutavake, Lanutali et Lanumata. Ses abords abritent les dernières forêts primaires de Wallis.